# کاتای پاسیفیک

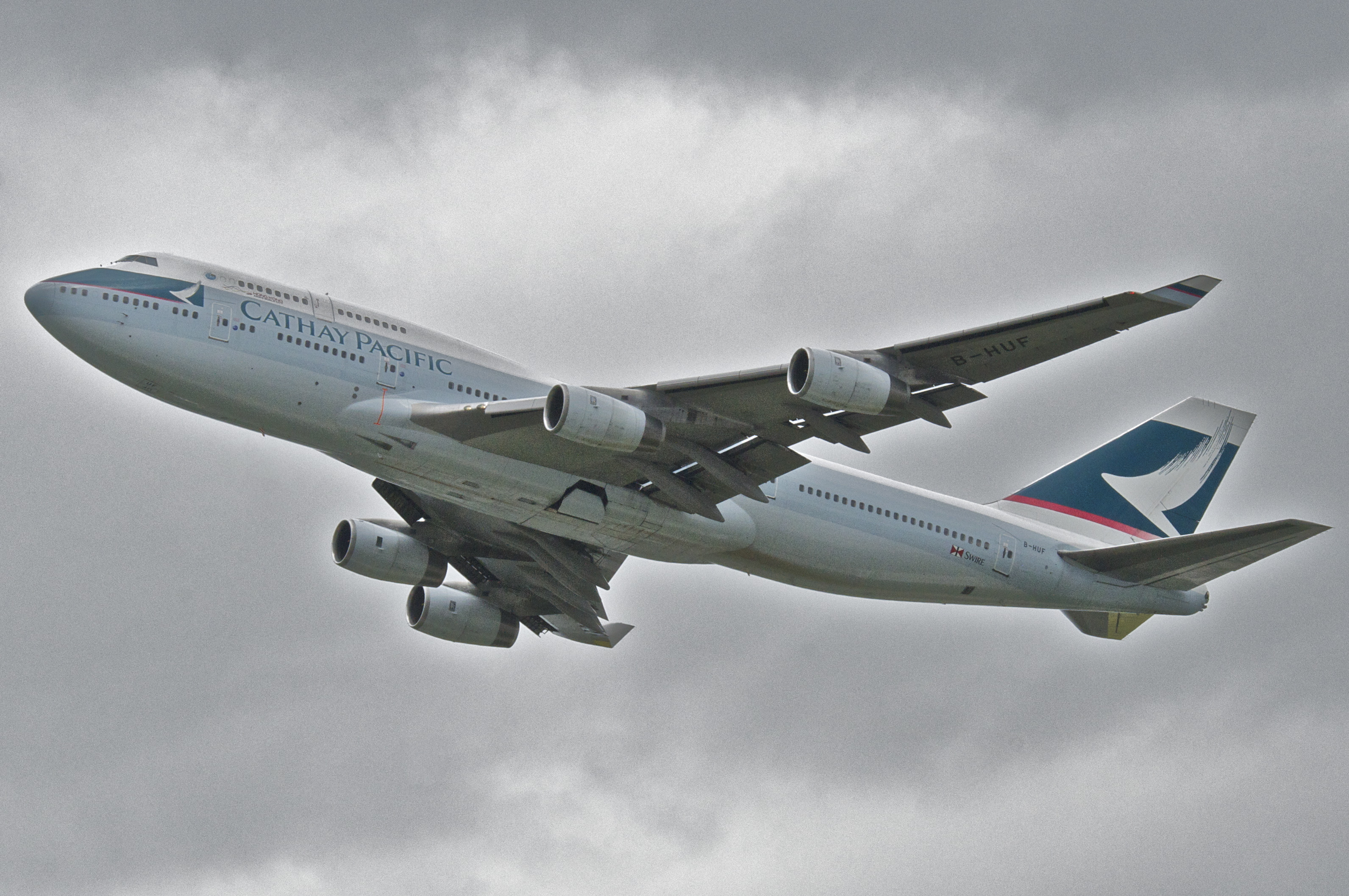
هواپیمای بوئینگ ۷۴۷ متعلق به کاتای پسیفیک، بر فراز فرودگاه زوریخ

کاتای پاسیفیک (به انگلیسی: Cathay Pacific) شرکت هواپیمایی حامل پرچم هنگ کنگی است، که از سال ۲۰۱۱ از سوی یاتا به‌عنوان سومین شرکت هواپیمایی جهان بر پایه میزان ارزش بازار سرمایه شناخته می‌شود، همچنین از سال ۲۰۱۰ نیز بزرگ‌ترین شرکت حمل‌ونقل هوایی جهان به‌شمار می‌آید.
شرکت کاتای پاسیفیک در تاریخ ۲۴ سپتامبر ۱۹۴۶ توسط روی سی. فارل آمریکایی و سیدنی دی کانتزو استرالیایی راه‌اندازی شد و در حال حاضر روزانه به ۱۶۸ مقصد که در ۴۲ کشور پراکنده می‌باشند، پروازهای مستقیم دارد. این شرکت در سال ۲۰۱۲ بیش از ۲۷ میلیون مسافر و بالغ بر ۱٫۸ میلیون بسته پستی را منتقل نموده است.
دفتر مرکزی این شرکت در هنگ کنگ قرار دارد و از فرودگاه بین‌المللی هنگ‌کنگ به‌عنوان قطب شرکت هواپیمایی خود استفاده می‌نماید. بزرگ‌ترین سهام‌داران کاتای پسیفیک شرکت‌های سوایر گروپ و ایر چاینا می‌باشند.
شرکت کاتای پاسیفیک در حال حاضر در ناوگان هوایی خود، دارای ۱۳۸ فروند هواپیمای مسافربری و باربری می‌باشد. این شرکت به‌عنوان یکی از اعضای بنیانگذار اتحاد وان‌ورلد به‌شمار می‌آید، که هم‌اکنون نیز به‌همراه بزرگ‌ترین شرکت تابعه خود، یعنی کاتای دراگون، که در سال ۲۰۲۰ با این شرکت ادغام شد، عضوی از وان‌ورلد می‌باشد.
در سال ۲۰۱۶ سایت معتبر worldairlineawards که رده‌بندی‌های شرکت‌های هوایی در جهان را انجام می‌دهد، شرکت هوایی کاتای پاسیفیک را به عنوان چهارمین خط هوایی برتر سال انتخاب کرد. از نظر کیفیت این شرکت در ده سال اخیر همیشه جزو پنج خط هوایی اول دنیا قرار داشته است.

## نگارخانه

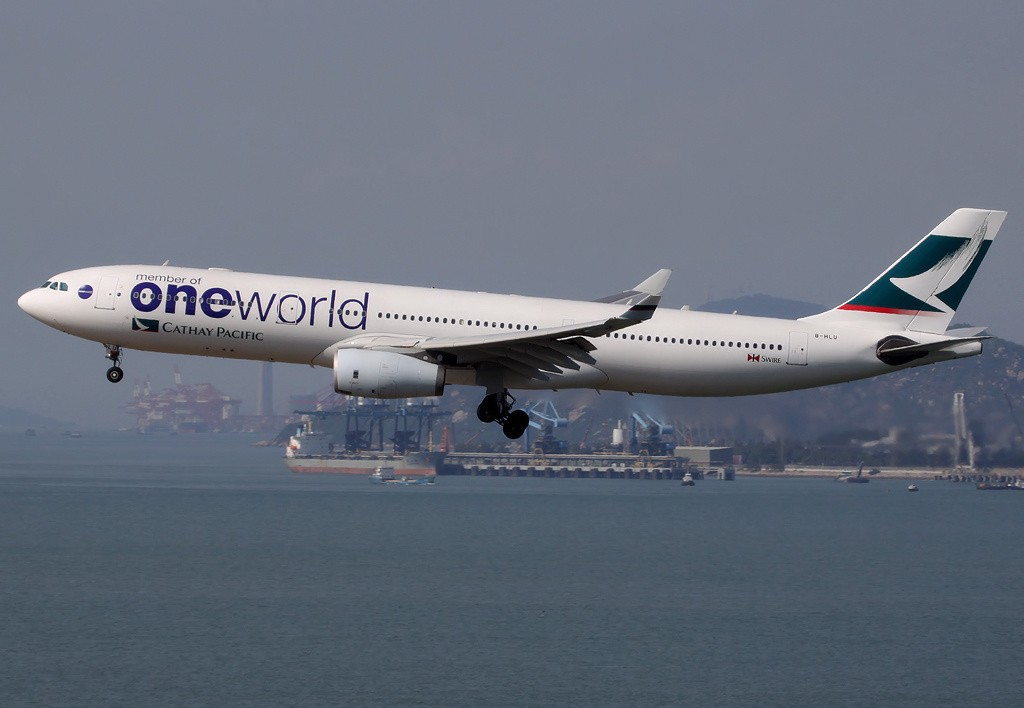
ایرباس ۳۳۰-۳۰۰ (با لوگوی وان‌ورلد)
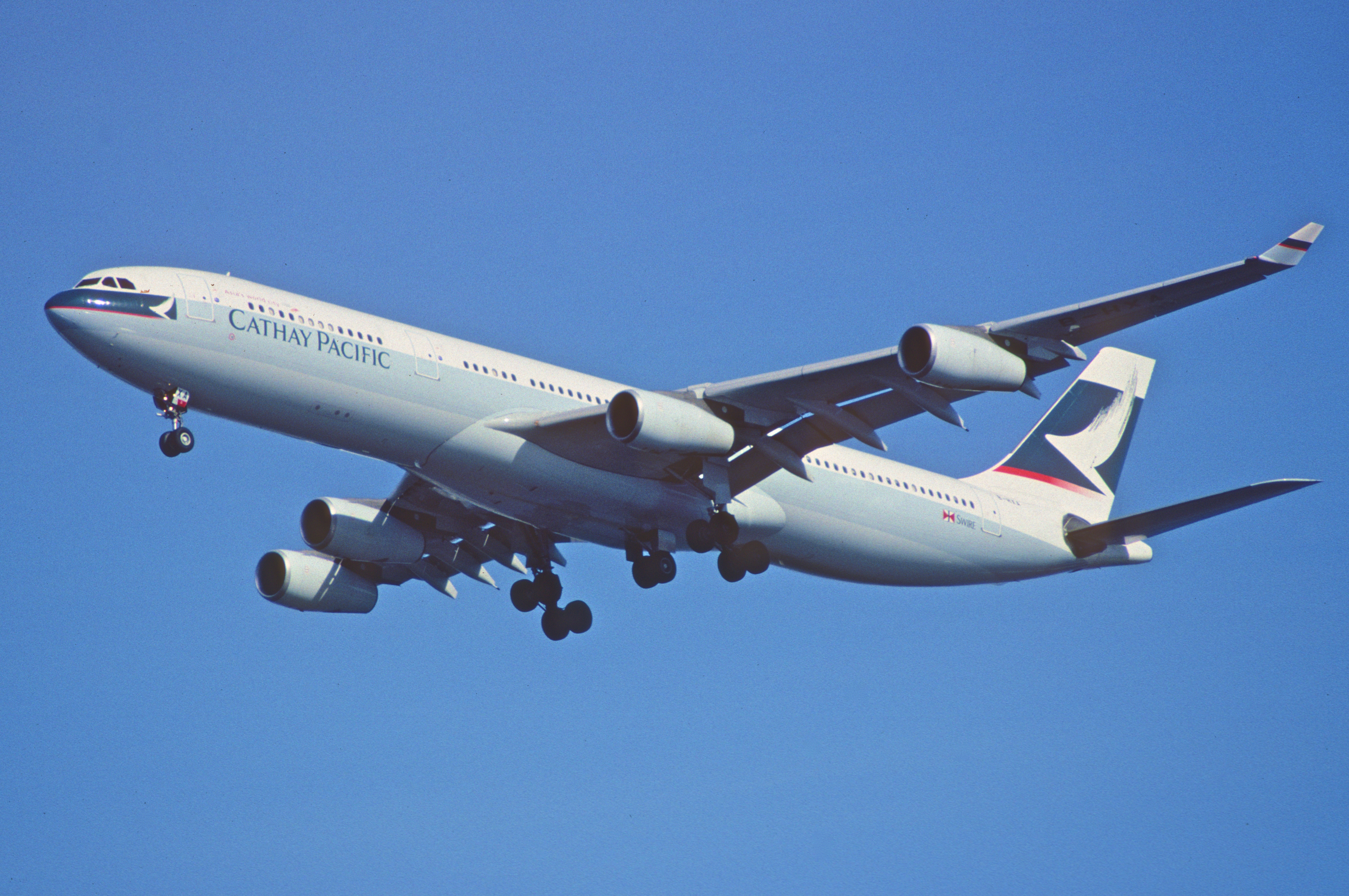
ایرباس ۳۴۰-۳۰۰
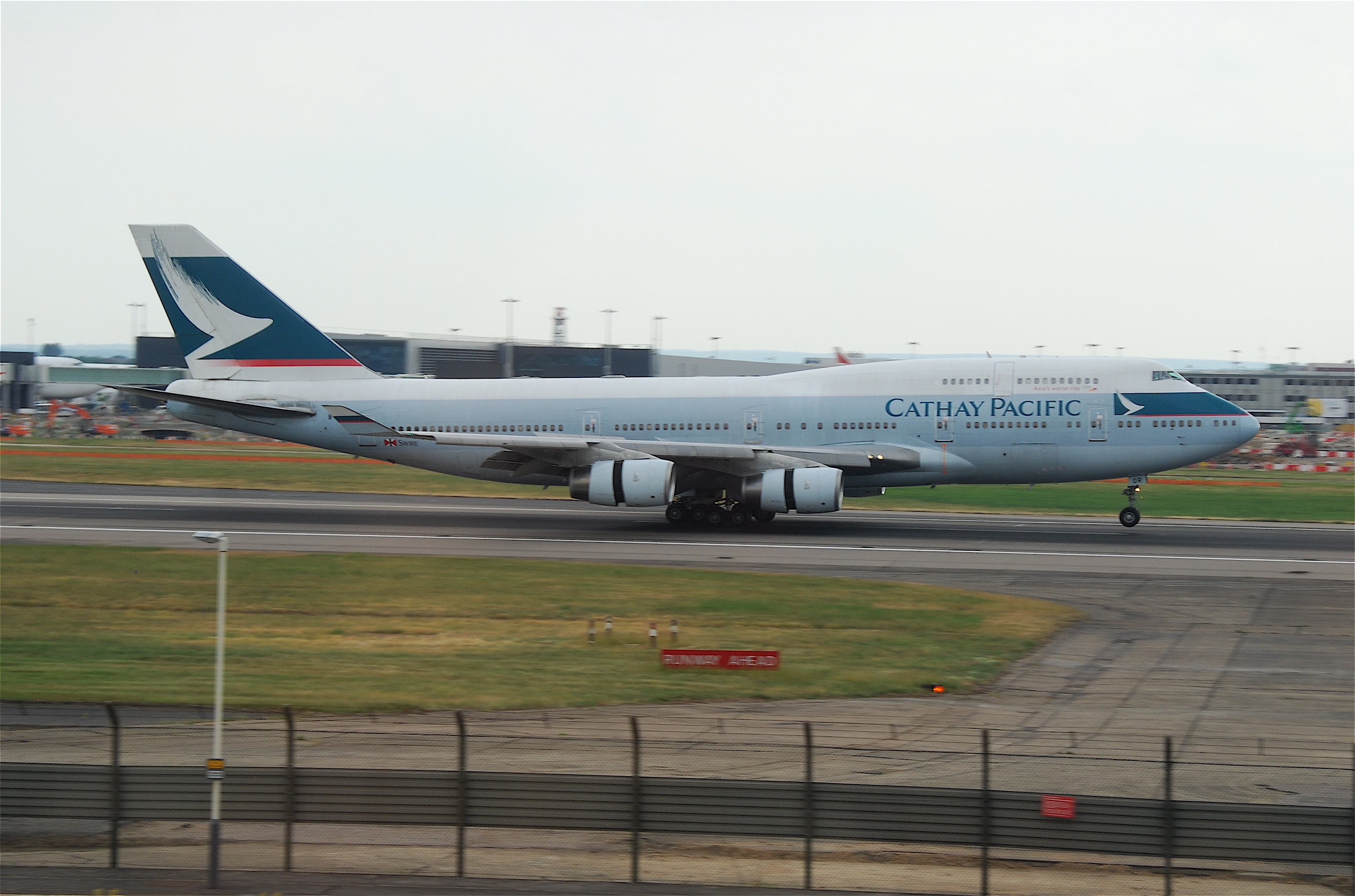
بوئینگ ۷۴۷
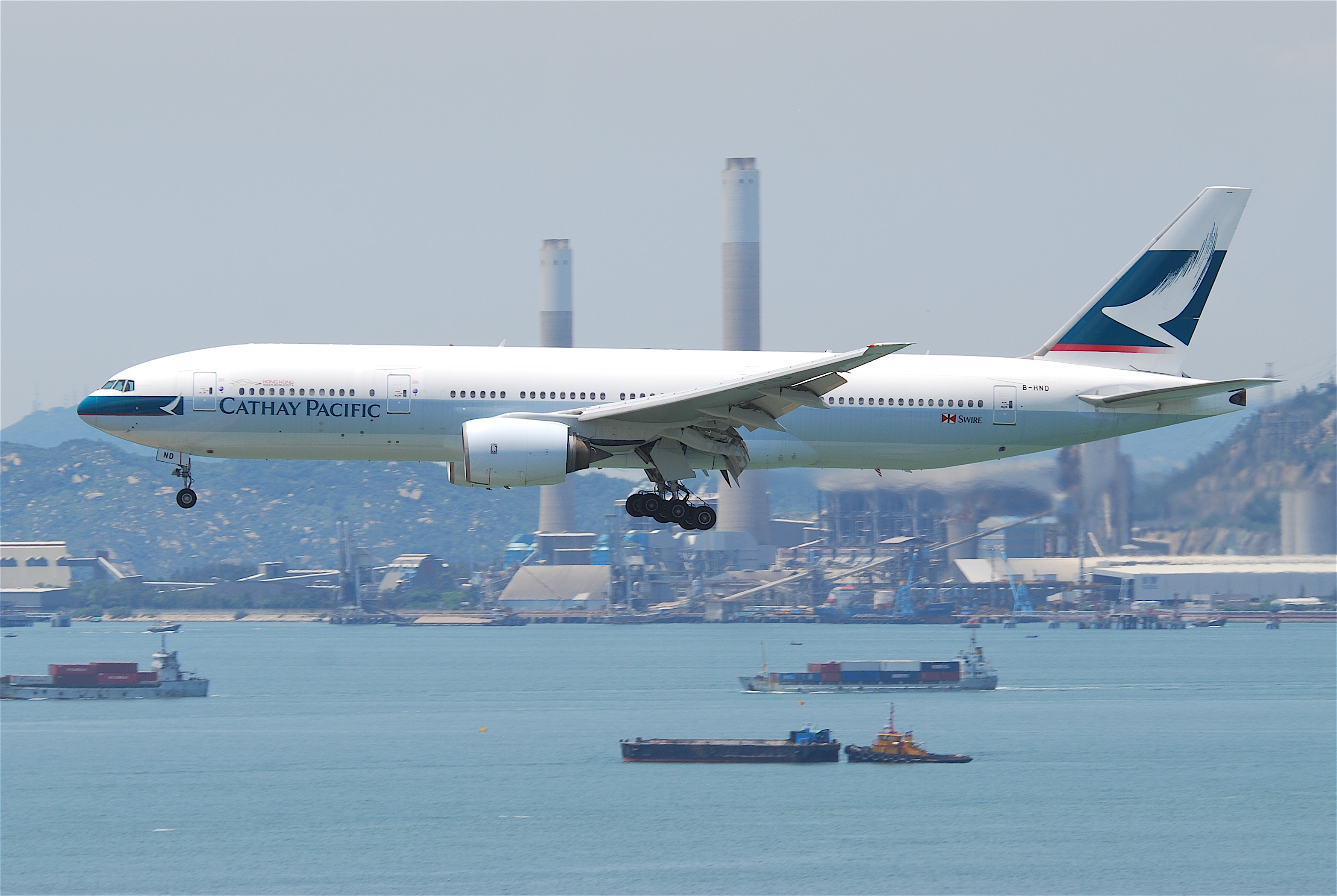
بوئینگ ۷۷۷
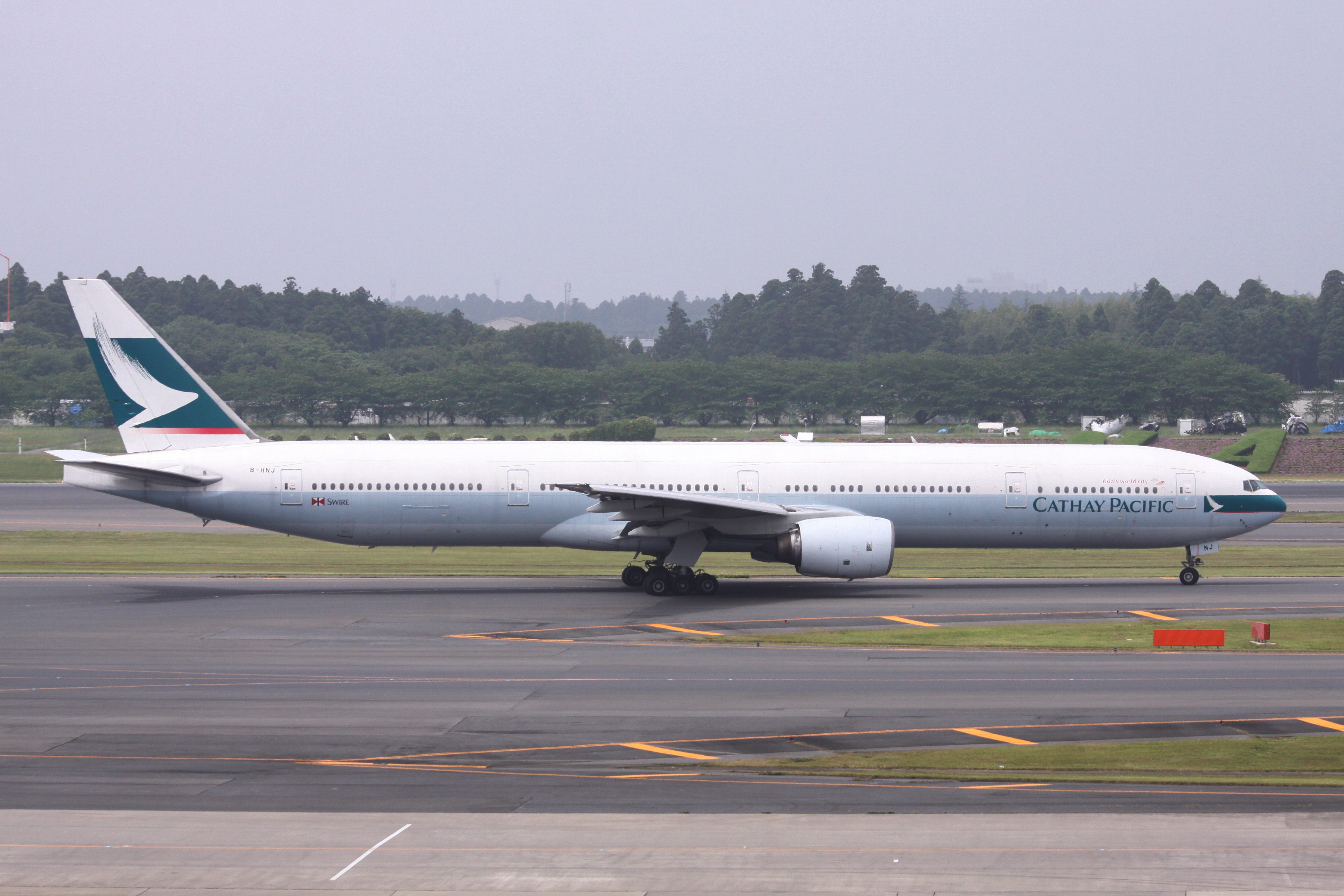
بوئینگ ۷۷۷
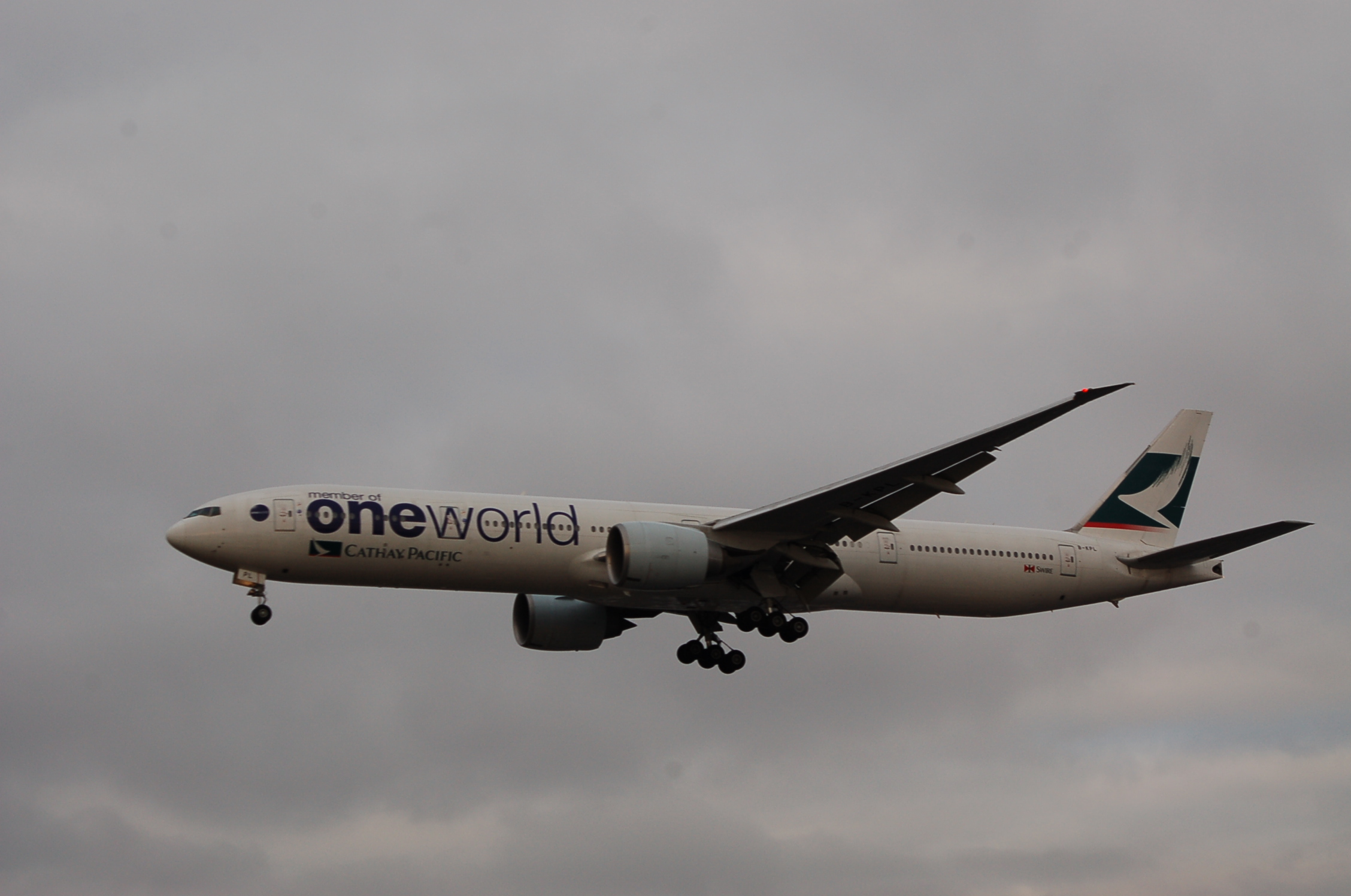
بوئینگ ۷۷۷ (با لوگوی وان‌ورلد)
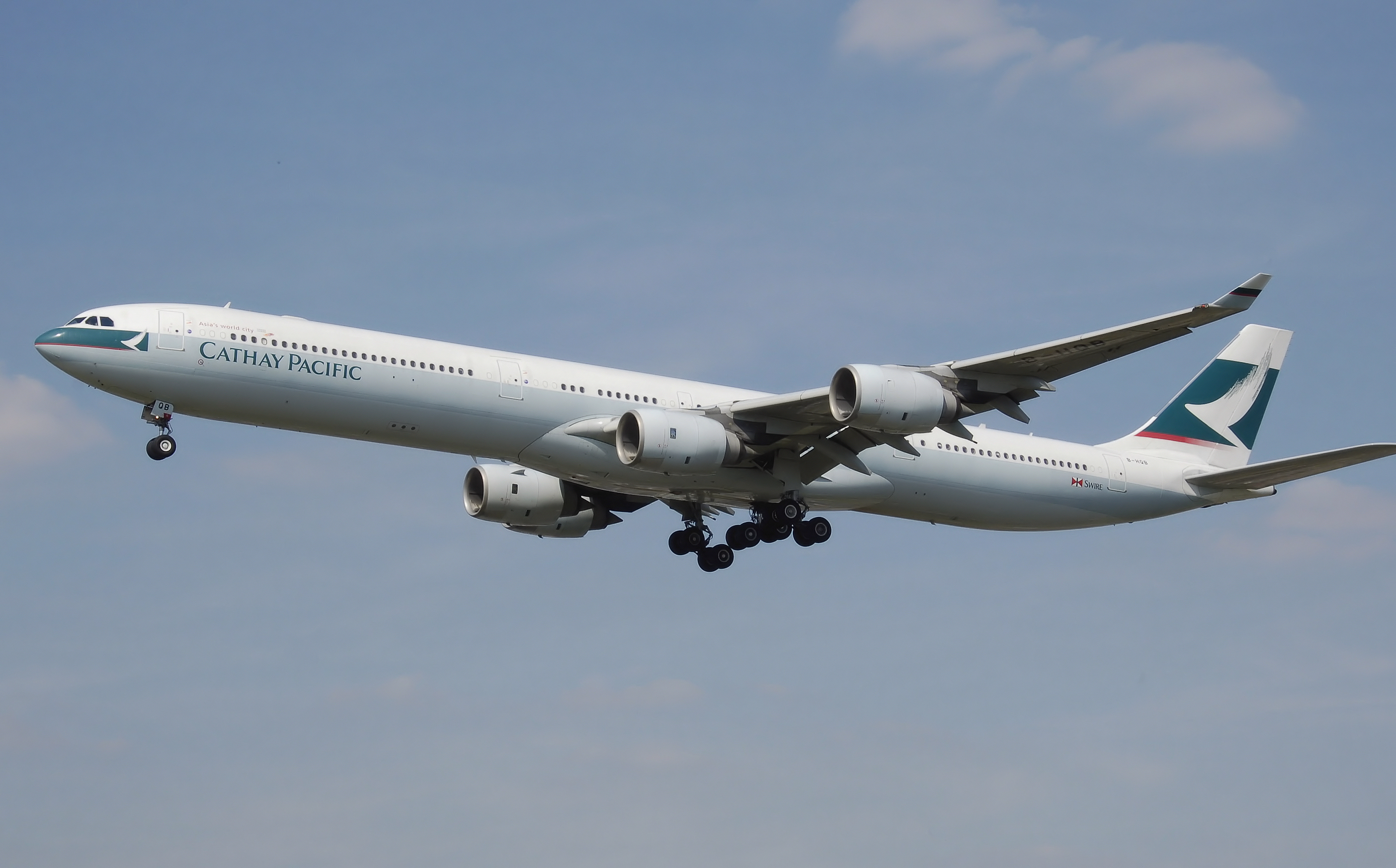
ایرباس ۳۴۰-۶۰۰